# Catedral de Santa María (Hamburgo)
La Catedral de Santa María (en alemán: St. Marien-Dom) es una catedral católica en Sankt Georg, Hamburgo, Alemania, y la catedral metropolitana de la arquidiócesis de Hamburgo (a partir de 1995). La catedral se encuentra en Danziger Straße y fue construido entre 1890 y 1893 con los diseños de Arnold Güldenpfennig. La iglesia fue construida en el estilo del renacimiento Neorrománico a instancias del obispo Bernhard Hoting de Osnabrück, y después al mismo tiempo como vicario apostólico del Vicariato Apostólico de las Misiones nórdicas de Alemania, que entonces fue responsable por los católicos de Hamburgo. Fue la primera iglesia católica construida en Hamburgo desde la Reforma protestante. 